# Ptychodus mortoni
Ptychodus mortoni é uma espécie extinta de tubarão de dez metros de comprimento.